# Castelsilano

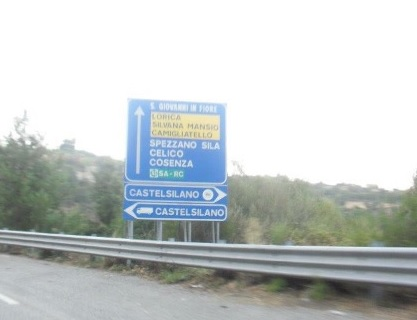
Cartello Bivio Castelsilano sulla SS 107 in direzione Cosenza

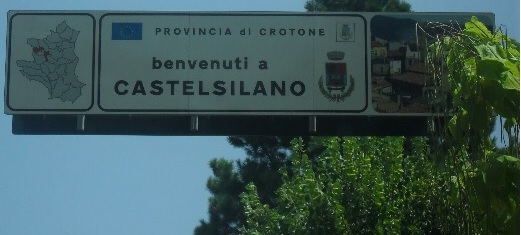
Cartello all'ingresso di Castelsilano

Castelsilano (fino al 1950 nota come Casino, IPA: [kasˈtɛlsiˈlano]) è un comune italiano di 902 abitanti della provincia di Crotone in Calabria.

## Origini del nome
L'attuale denominazione Castelsilano risale al 13 maggio 1950, quando il Presidente della Repubblica Luigi Einaudi concesse alla popolazione locale un cambio della precedente dicitura di Casino, motivo di scherno degli abitanti per via dell'ambiguo significato del termine "casino".
Secondo una leggenda, il toponimo "Casino" sarebbe invece legato a un casino di caccia eretto dal Scipione Rota, principe di Cerenzia, al termine di una contesa fra due feudatari confinanti, Nicola Cortese, duca di Verzino, e Franco Cavalcanti, duca di Caccuri. Stando a questa leggenda, il Rota si sarebbe posto come intermediario tra i due litiganti e li avrebbe invitati nel proprio feudo per una battuta di caccia che, conclusasi con un cospicuo bottino e con un abbondante banchetto, portò alla riappacificazione dei litiganti, con il Rota che maturò la decisione di costruire un "casino" di caccia dove i tre si sarebbero potuti di nuovo riunire per ulteriori battute. A prescindere dalle motivazioni dietro alla costruzione dell'edificio, il casino di caccia del Rota fu effettivamente costruito nel 1650.

## Storia
Il comune di Castelsilano fu creato ufficialmente il 14 agosto 1811 con il nome di Casino, sebbene la fondazione del paese risalga al 1685 con il toponimo di Castrum Casini. Solo il 13 maggio 1950, dietro petizione popolare al Presidente della Repubblica Luigi Einaudi, il nome venne sostituito con quello attuale.
Il paese, caratterizzato da una forte vocazione agricola, fu interessato da un rilevante fenomeno di emigrazione verso il Sudamerica.
Durante gli eventi successivi alla strage di Ustica si verificò un episodio che si presume legato ad esso: la caduta di un MiG-23 dell'aviazione libica, che attirò l'attenzione di tantissimi giornalisti, curiosi, poliziotti e agenti segreti. Nel film di Marco Risi Il muro di gomma vengono mostrate alcune immagini di un paese in provincia di Palermo, Altofonte, spacciato per Castelsilano a causa di impossibilità di ripresa nel comune calabrese.

## Monumenti e luoghi d'interesse
- Castello Casino dei principi Rota di Cerenzia[7]
- Chiesa parrocchiale Maria SantissimaImmacolata.[5] Al suo interno, sono conservati paramenti risalenti ai secoli XVII-XVIII e una tela del 1736, di scuola napoletana.[5][7] Il dipinto raffigura l'Immacolata.[5]
- Cippo commemorativo del luogo di cattura dei fratelli Bandiera.[8]
- Resti della più antica centrale idroelettrica della Calabria.[8]
- Museo Itinerante Arcalabria, ciclo di 70 murales dislocati per le vie del centro.[8]
- Via dei panari, decorata da cesti tradizionali.[8]
- Ponte sul fiume Lese.
- Arca del maestro Giovanni Girimonte.
- Villa comunale Il Daino.

## Società

### Evoluzione demografica
Abitanti censiti

## Economia

### Agricoltura
Un importante contributo all'economia del paese è stata per molto tempo la raccolta e il commercio di castagne.

### Artigianato
Tra le attività più tradizionali e rinomate vi sono quelle artigianali, che si distinguono per l'arte della tessitura, finalizzata alla realizzazione di arazzi e di coperte, oltreché per la produzione di mobili intagliati.

## Infrastrutture e trasporti
Castelsilano è collegata con la Strada statale 107 Silana Crotonese.